# Gentiana gaudiniana
Gentiana gaudiniana är en gentianaväxtart som beskrevs av Thom. och Johann Friedrich Wilhelm Koch. Gentiana gaudiniana ingår i släktet gentianor, och familjen gentianaväxter. Inga underarter finns listade i Catalogue of Life.